# Zaustavite Zemlju
Zaustavite Zemlju je šesti studijski album zagrebške rock skupine Prljavo kazalište, ki je izšel pri založbi Suzy. Zaustavite Zemlju je eden izmed najznačilnejših in najpomembnejših albumov skupine. Album vsebuje skladbo »Mojoj majci« (»Ruža Hrvatska«), ki jo je Jasenko Houra napisal v spomin svoji materi. Skladba je zaradi verza »zadnja ruža Hrvatska« postala uspešnica, ki je v tem času vzbudila velik nacionalni naboj. Po izdaji albuma je skupina odšla na turnejo po ZDA, Kanadi, Švici, Nemčiji, Avstraliji, Avstriji, Švedski in nekaterih evropskih mestih. Vrhunec turneje je bil koncert na Trgu bana Jelačića (takrat Trgu Republike), ki je potekal 17. oktobra 1989 in naj bi se ga udeležilo okrog 300.000 ljudi. Posnetek koncerta je izšel pod imenom Voljenom gradu.
Skladba »Marina« je bila leta 2000 uvrščena na 93. mesto Seznama 100 najboljših jugoslovanskih rock skladb po izboru revije Rock Express.
Na naslovnici albuma je fotografija iz filma Veliki diktator.

## Seznam skladb
Vse skladbe je napisal Jasenko Houra, razen kjer je posebej napisano.
| A stran | A stran                                                         | A stran |
| Št.     | Naslov                                                          | Dolžina |
| ------- | --------------------------------------------------------------- | ------- |
| 1.      | „Zaustavite Zemlju‟ (Marijan Brkić/Jasenko Houra/Marijan Brkić) | 3:30    |
| 2.      | „Bježi ptico od mene‟                                           | 3:07    |
| 3.      | „...Mojoj majci‟                                                | 5:10    |
| 4.      | „Marina‟                                                        | 3:29    |
| 5.      | „Moj bijeli labude‟                                             | 4:49    |

| B stran | B stran                                                               | B stran |
| Št.     | Naslov                                                                | Dolžina |
| ------- | --------------------------------------------------------------------- | ------- |
| 1.      | „Prisluškuju nas susjedi‟ (Marijan Brkić/Jasenko Houra/Marijan Brkić) | 3:01    |
| 2.      | „Slaži mi‟                                                            | 4:45    |
| 3.      | „449 (Svaki put kad odlaziš)‟                                         | 5:54    |
| 4.      | „Budala malena‟                                                       | 3:04    |
| 5.      | „Vlakovi‟                                                             | 3:54    |

## Zasedba

### Prljavo kazalište
- Jasenko Houra – kitara, vokali
- Tihomir Fileš – bobni
- Marijan Brkić – kitara
- Ninoslav Hrastek – bas kitara
- Mladen Bodalec – vokal

### Gostje
- Saša Kalafatović – spremljevalni vokal
- Mato Došen – klaviature
- Željko Kovačević – saksofon